# Reinhard Kahl (Politiker)

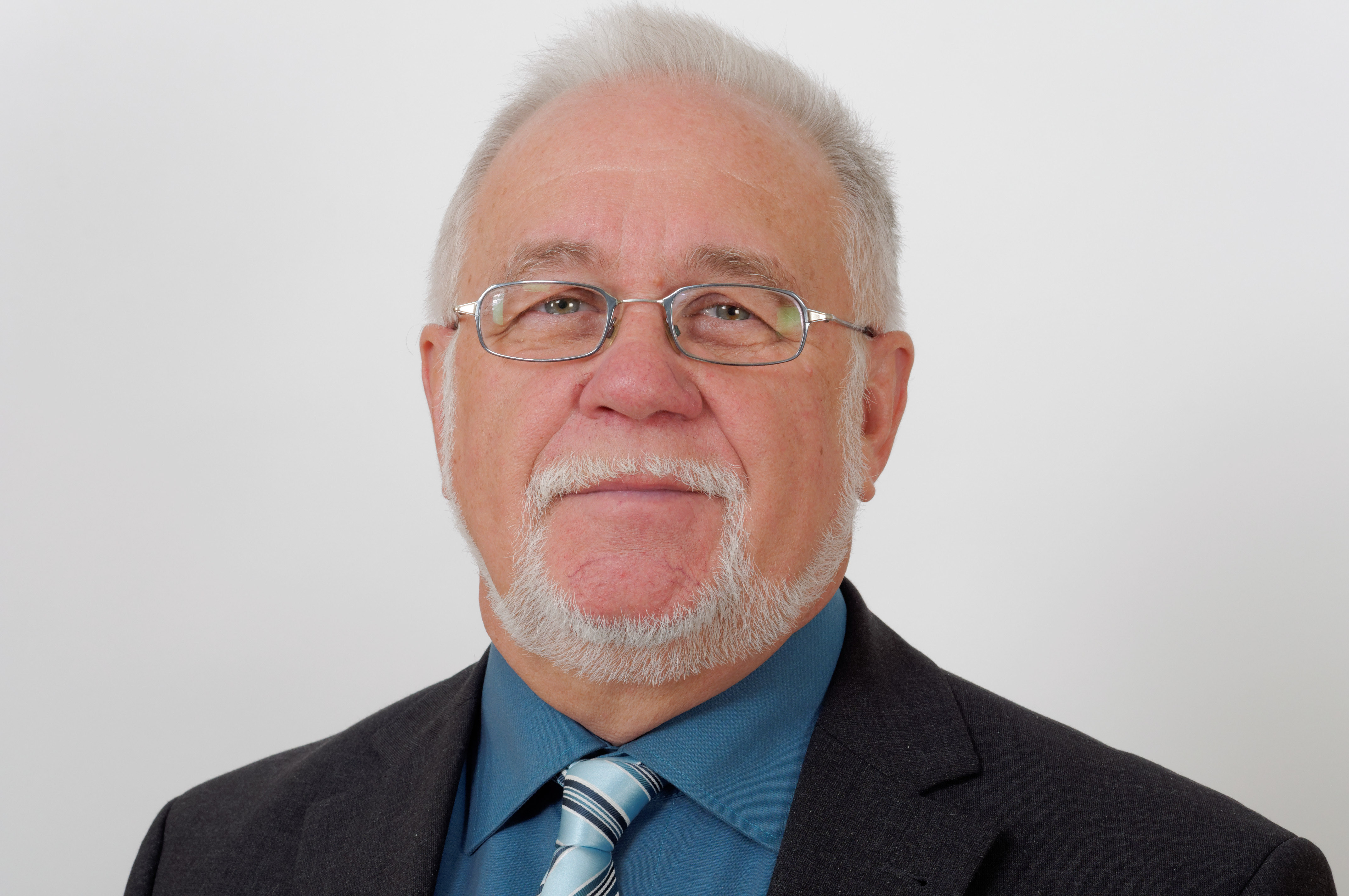
Reinhard Kahl (2013)

Reinhard Kahl (* 4. Oktober 1948 in Allendorf (Eder)) ist ein deutscher Politiker (SPD).

## Ausbildung und Beruf
Kahl studierte nach dem Abitur im Jahr 1967 bis 1971 an der Justus-Liebig-Universität Gießen Politik, Mathematik und Pädagogik und arbeitete von 1972 bis 1983 als Realschullehrer und Konrektor.

## Politik
Seit 1967 ist Kahl Mitglied der SPD und war dort langjähriger Vorsitzender des SPD-Ortsvereins Allendorf (Eder).
Von 1972 bis 1993 und von 2001 bis 2016 war er Mitglied des Kreistags Waldeck-Frankenberg, von 1980 bis 1991 und von 2001 bis 2016 amtierte er als Vorsitzender der SPD-Kreistagsfraktion. Im Oktober 2015 kündigte Kahl an, nicht mehr für den Kreistag zu kandidieren und schied im März 2016 aus dem Kommunalparlament aus.
Seit der Landtagswahl 1983 war Kahl Abgeordneter im Hessischen Landtag. Von der Landtagsfraktion wurde er mehrfach zum stellvertretenden Vorsitzenden gewählt sowie von Februar 2003 bis Ende 2008 zum Parlamentarischen Geschäftsführer bestellt. In der 12. Legislaturperiode (1987–1991) amtierte er als Vorsitzender des Kulturpolitischen Ausschusses, in der 14. Wahlperiode (1995–1999) als Vorsitzender des Unterausschusses für die Stellenpläne. Seit 1999 war er stellvertretender Vorsitzender des Kuratoriums der Hessischen Landeszentrale für politische Bildung. Weiterhin gehörte er dem Ältestenrat, dem Haushaltsausschuss und dem Präsidium des Hessischen Landtages an. Bei der Landtagswahl 2008  trat er als Direktkandidat im Wahlkreis Waldeck-Frankenberg II erneut an und konnte sich unter anderem gegen Claudia Ravensburg, Kandidatin der CDU, durchsetzen.
1994 war Kahl Mitglied der 10. und 2004 Mitglied der 12. Bundesversammlung.
Kahl trat bei der Landtagswahl 2013 nicht mehr an, seine Nachfolgerin wurde Daniela Sommer aus Frankenberg. Sommer zog, wie Kahl zuvor, über die Landesliste in den Hessischen Landtag ein.

### Politische Positionen
In der auf die Landtagswahl 2013 folgende Auseinandersetzung um die – vor der Wahl explizit ausgeschlossenen – Bildung einer von der Linkspartei geduldeten rot-grünen Landesregierung unter einer möglichen Ministerpräsidentin Andrea Ypsilanti, vertrat Kahl mit scharfen Worten die Position der Landesparteispitze. Den ehemaligen Innenminister, Landesparteivorsitzenden und SPD-Spitzenkandidaten von 2003, Gerhard Bökel, forderte Kahl zum Verlassen der SPD auf. Die Fraktionskollegen Carmen Everts, Silke Tesch und Jürgen Walter, die die geplante Regierungskonstellation ablehnten, bezeichnete Kahl als „Verräter“. Bei der vorgezogenen Landtagswahl in Hessen 2009 verlor er seinen Wahlkreis, konnte jedoch über die Landesliste erneut in den Landtag einziehen.

## Sonstige Ämter
Reinhard Kahl ist Vorsitzender des FC Ederbergland. Kahl war Mitglied des Verwaltungsrats der Sparkasse Waldeck-Frankenberg sowie ehemaliger Schatzmeister im Vorstand der Denkfabrik Institut Solidarische Moderne.